# Brunello di Montalcino

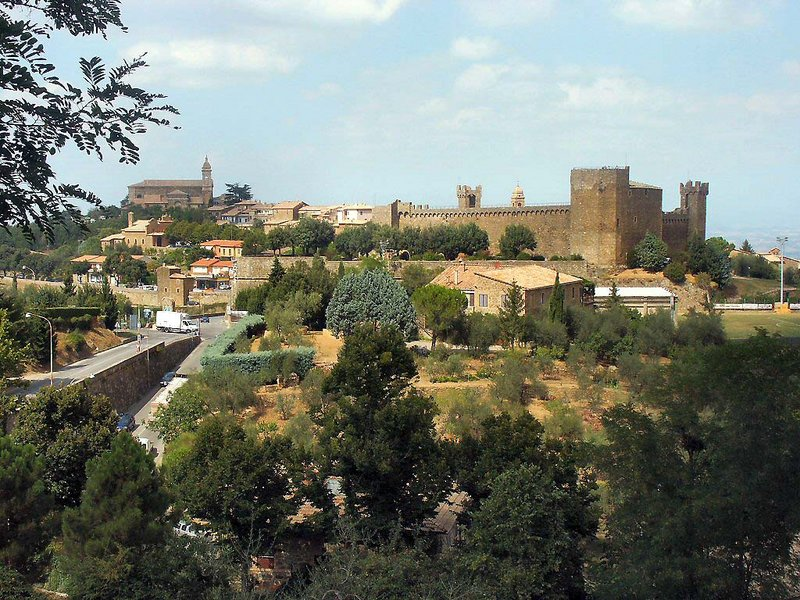
Ansicht von Montalcino

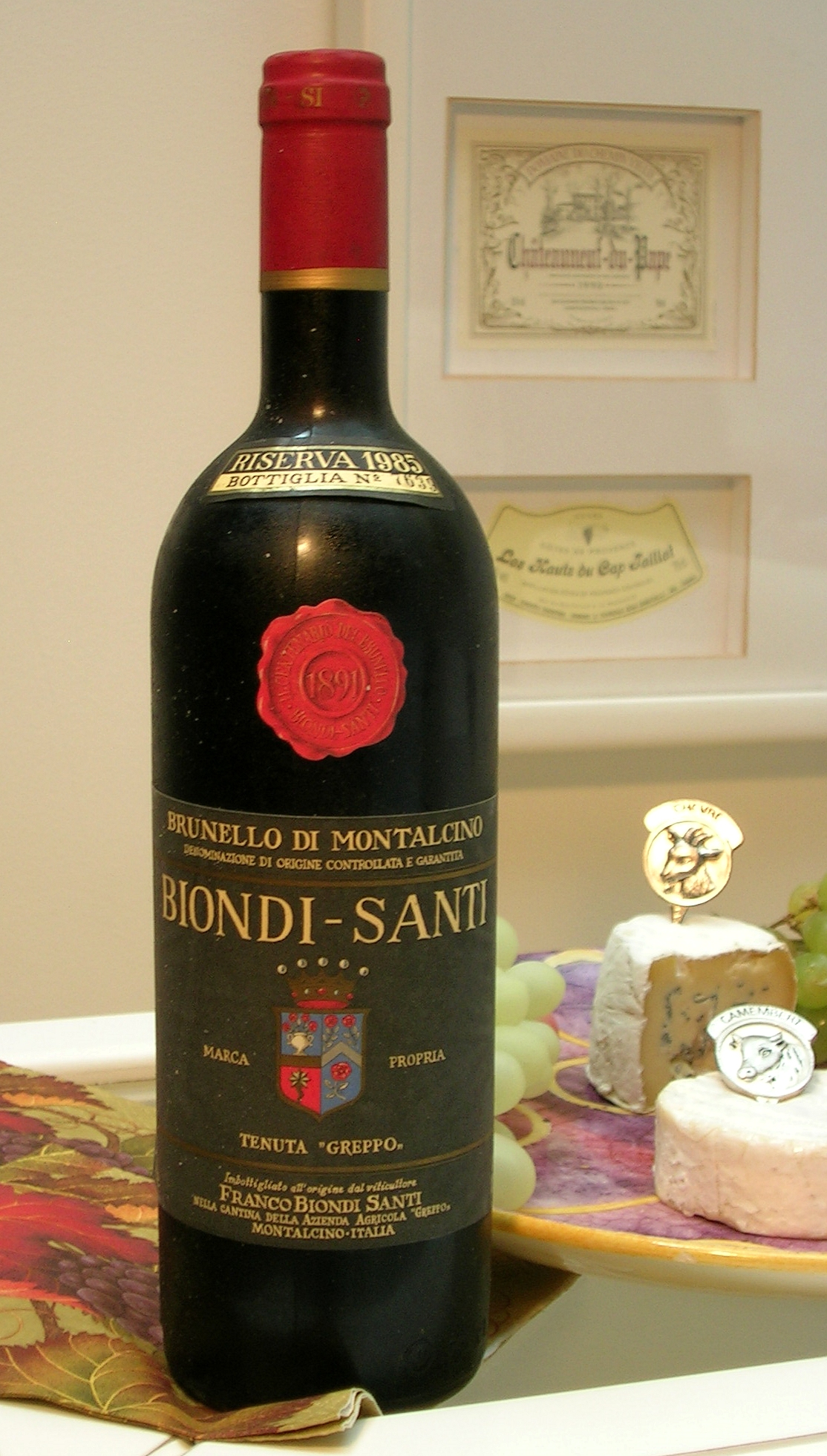
Brunello di Montalcino

Der Brunello di Montalcino ist eine der bekanntesten Rotweinprovenienzen Italiens. Namensgebend für den kurz auch nur Brunello genannten Rotwein ist die Gemeinde Montalcino im Val d’Orcia, im Süden der Provinz Siena in der Region Toskana. Er zählt neben dem Barolo und dem Amarone della Valpolicella zu den italienischen Rotweinen höchsten Renommees.

## Geschichte
Der Brunello genannte Sangiovese-Klon wurde von Ferruccio Biondi-Santi auf seinem Gut „Il Greppo“ erstmals selektiert. Danach hatte die Familie Biondi-Santi über Jahre hinweg praktisch ein Monopol auf diesen Wein, der aber in den ersten Jahren unter der Bezeichnung „Vino Rosso Scelto“ vermarktet wurde. Der Brunello gilt heute nicht mehr als eigenständige Sorte, sondern wird auch im DOCG-Regularium als Sangiovese bezeichnet, der in Montalcino „Brunello“ genannt wird.
Im Jahr 1960 betrug die für den Brunello bestockte Fläche lediglich 63 ha und es gab elf abfüllende Betriebe. Später wurde die Herstellung des Brunello di Montalcino Gemeingut in Montalcino, wodurch es vielen kleinen wie auch großen Betrieben ermöglicht wurde, diesen Wein ebenfalls zu keltern.
1966 gehörte der Brunello zu den acht ersten Gebieten, die den Status einer Denominazione di origine controllata erhielten; am 1. Juli 1980 war man das erste Gebiet mit dem Status einer DOCG. Im Jahr 2014 wurde die Gesetzesgrundlage letztmals überarbeitet.
Vom Brunello di Montalcino wurden 2007 knapp sieben Millionen Flaschen produziert, die meisten für den Export in die USA (20 %), nach Deutschland (14 %) und in die Schweiz (8 %). 251 Produzenten erwirtschaften mit dem Brunello einen Jahresumsatz von 132 Millionen Euro. Hinzu kommen drei Millionen Flaschen Rosso di Montalcino sowie eine Million Flaschen der neu geschaffenen Kategorie Sant’Antimo. In diese Kategorie fallen Weine mit gebietsfremden Rebsorten und dort soll der Weg für neue, moderne Weine geschaffen werden.

## Herstellung

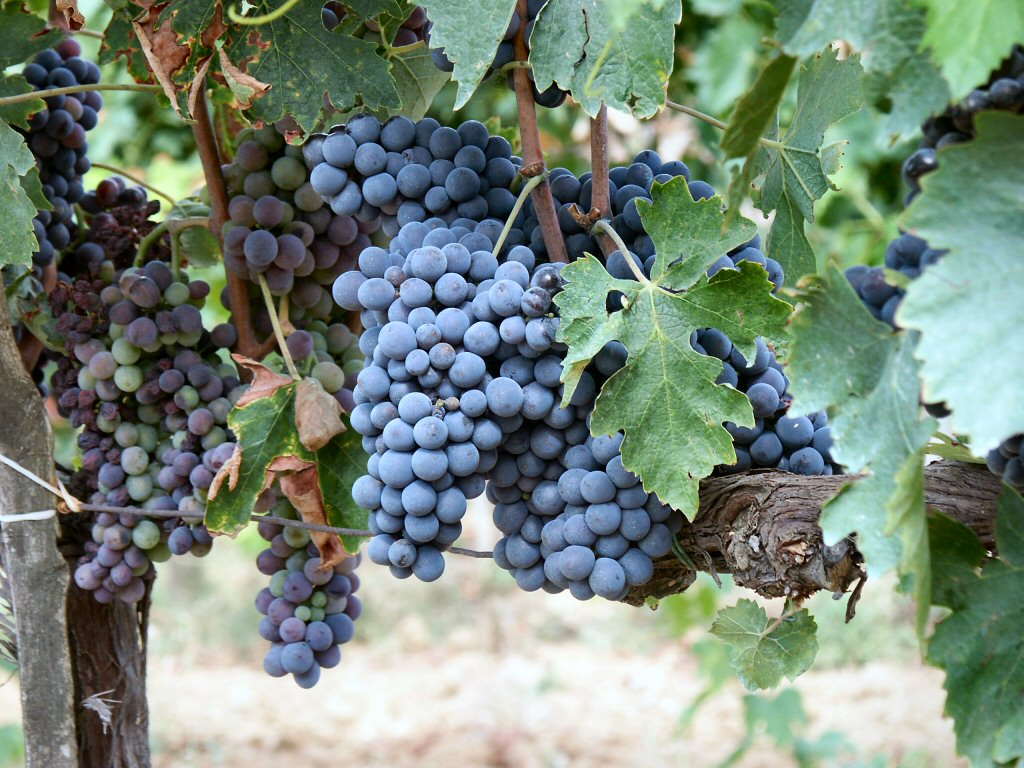
Sangiovese-Traube

Für die Herstellung des Brunello di Montalcino gelten strenge DOCG-Regeln, die vom „Consorzio del Vino Brunello di Montalcino“ festgesetzt werden. Anbau und Vinification sind ausschließlich in Montalcino genehmigt. Er wird sortenrein aus einer Spielart der Sangiovese-Traube, die Sangiovese Grosso oder Brunello genannt wird, vinifiziert. Der Ertrag ist auf maximal 52 Hektoliter Wein pro Hektar begrenzt. Der Brunello wird erst ab dem 1. Januar des fünften auf die Ernte folgenden Jahres für den offiziellen Handel freigegeben, er muss mindestens zwei Jahre in Eichenfässern ausgebaut sein und mindestens vier Monate Flaschenreife haben. Für den Brunello di Montalcino Riserva gibt es die Handelsfreigabe ab dem 1. Januar des sechsten auf die Ernte folgenden Jahres, er muss dabei mindestens zwei Jahre im Eichenfass ausgebaut sein und mindestens sechs Monate Flaschenreife aufweisen. Dann entsteht daraus ein voller, körperreicher, hocharomatischer Rotwein.

## Beste Jahrgänge
Eine Einschätzung der Qualität des jeweiligen Jahrgangs gibt das Konsortium in jedem Februar nach der Ernte bekannt. Die besten Jahrgänge werden mit symbolischen fünf Sternen ausgezeichnet. Bis heute erhielten folgende Jahrgänge diese Einschätzung: 1945, 1955, 1961, 1964, 1970, 1975, 1985, 1988, 1990, 1995, 1997, 2004, 2006, 2007, 2010, 2012, 2015 und 2016. Seit 1992 wird die Jahrgangsqualität der Weine auf Fliesen, die von Künstlern gestaltet werden, am alten Rathaus von Montalcino dokumentiert.

## Beschreibung
- Farbe: intensives Rubinrot, nach Alterung ins Granatrote tendierend[1]
- Geruch: charakteristischer und intensiver Geruch
- Geschmack: herb, warm, tanninbetont, robust und harmonisch mit großer Länge im Abgang
- Alkoholgehalt: mindestens 12,5 Volumenprozent
- Gesamtsäure: mind. 5 g/l
- Trockenextrakt: mind. 24 g/l

Bekannte Produzenten sind: Altesino, Barbi, Baricci, Biondi-Santi, Caparzo, Casanova di Neri, Castelgiocondo, Castello Banfi, Ciacci Piccolomini d’Aragona, Col d’Orcia, Costanti, Fanti, Fuligni, La Pieve, Lisini, Loacker Corte Pavone, Pieve Santa Restituta, Pinino, Poggio Antico, Poggio di Sotto, Poggione, Salvioni, Vasco Sassetti, Scopetone, Siro Pacenti, Soldera, Talenti, Vitanza Valdicava, Pian dell’Orino, Val di Suga, Diego di Molinari.

## Weitere Weine in Montalcino

### Rosso di Montalcino DOC
Rosso di Montalcino bezeichnet den im Brunellogebiet erzeugten Zweitwein.

## Weinskandal 2008
Dieser Weinskandal, auch Brunellopoli oder von der angloamerikanischen Presse Brunellogate genannt, bezeichnet eine Reihe von Ereignissen, in deren Verlauf mehrere Winzer der Weinfälschung verdächtigt worden waren. Der Ablauf der Ereignisse war stark durch das damals spärliche Vorhandensein belastbarer Informationen beeinflusst, da die ermittelnde Staatsanwaltschaft über das laufende Verfahren nicht berichten durfte und das Konsortium, wohl auch wegen der befürchteten wirtschaftlichen Auswirkungen, sich nur mit sehr zurückhaltenden und vage formulierten Verlautbarungen an die Öffentlichkeit gewandt hat. Umso mehr wurde der Eklat durch die in der Presse angestellten Spekulationen, die kolportierten Gerüchte und die politischen Auseinandersetzungen geprägt.
Im Frühjahr 2008 kamen in der italienischen und amerikanischen Presse erste Gerüchte auf, es gebe mehrere Erzeuger, die in das Visier der italienischen Strafverfolgung geraten seien. Diese ersten Mutmaßungen erhärteten sich bald und es wurde bekannt, dass vier große Betriebe des Gebietes – Antinori, Frescobaldi, Argiano und Castello Banfi – unter dem Verdacht der Lebensmittelfälschung standen und die Staatsanwaltschaft von Siena im April 2008 (publikumswirksam auf der Weinmesse Vinitaly) einige Millionen Flaschen Brunello des Jahrgangs 2003 beschlagnahmt hatte. Genaugenommen bestand der Vorwurf darin, gegen das Produktionsreglement verstoßen zu haben und anstelle der ausschließlich erlaubten Rebsorte Sangiovese andere internationale Sorten beigemischt zu haben. Besondere Brisanz und Dynamik erhielt der Vorgang durch eine Veröffentlichung des italienischen Magazins L’Espresso mit dem Titel „Benvenuti a Velenitaly“. Letzteres ist ein Kofferwort aus Veleno (ital. Gift) und Vinitaly (die bedeutendste italienische Weinmesse), mit deren Eröffnung im März 2008 diese Publikation zeitgleich und somit sehr öffentlichkeitswirksam erschien. Dieser Artikel stellte mehrere Wein- und Lebensmittelskandale unterschiedlicher Schwere zusammenhanglos nebeneinander und berichtet über 20 beschuldigte Betriebe und möglicherweise mehrere Millionen Liter beschlagnahmten Brunello. Im Mai 2008 beschloss die zuständige US-Importbehörde einen Einfuhrstopp für den Brunello.
Diese Ereignisse ließen einen lange schwelenden Konflikt über das strenge Produktionsreglement des Brunello öffentlich ausbrechen. Einflussreiche Stimmen – unter diesen viele Erzeuger, Kellermeister und Angelo Gaja – schlagen vor, die Regeln zu lockern und Brunello nicht mehr aus 100 % Sangiovese herstellen zu müssen, um diesen erfolgreicher und konkurrenzfähiger auf den internationalen Weinmärkten platzieren zu können. Selbst der damalige italienische Landwirtschaftsminister Luca Zaia deutete an, Vorstöße in diese Richtung könnten wohlwollend beschieden werden. Auf der anderen Seite ging es für die Gegner solcher Vorschläge um die Identität, vielleicht sogar um den Fortbestand dieses Weines, was die amerikanische Weinjournalistin Karin O’Keefe mit dem Satz „To be Brunello or not to be Brunello“ zusammenfasste.
Nach zahlreichen Verhandlungen wurde das Embargo der US-amerikanischen Seite im Juli weitgehend gelockert.
Im Oktober 2008 entschied das Konsortium mit einer deutlichen Mehrheit von 96 % der Stimmen für eine Beibehaltung der restriktiven Regelung bezüglich der Rebsortenreinheit für den Brunello.
Wenig später wurde auch das Regularium des Rosso di Montalcino in diese Richtung gehend bekräftigt.
Ebenfalls im Oktober veröffentlichte die Staatsanwaltschaft eine Mitteilung, die besagte, dass die Ermittlungen im Herbst 2007 begonnen hätten und insgesamt 6,5 Millionen Liter Brunello und 700.000 Liter Rosso di Montalcino beschlagnahmt worden seien. Ein Großteil des konfiszierten Weines wurde nach einer Deklassierung als IGT oder DOC Wein von Seiten der Hersteller ab dem Herbst 2008 wieder auf den Markt gebracht, was keineswegs als Schuldeingeständnis gewertet werden kann, sondern vielmehr als Ausdruck der ökonomischen Notwendigkeit, den betreffenden Wein verkaufen zu müssen, bevor alle juristischen Fragen letztendlich geklärt waren.
Nur wenige Personen sind aufgrund des Eklats verurteilt worden und kaum eine Weinfälschung wurde nachgewiesen. Eine nachhaltige Auswirkung ist vielmehr die klare Positionierung des Konsortiums, die nach Meinung einiger Weinjournalisten auch eine Neuorientierung auf Seiten der Kundschaft bewirkt hat, der „Internationalisierung“ des Brunello kritisch gegenüber zu stehen.

## Brunello in Zahlen
Weinbergsfläche
| Zeitraum | Anbaufläche |
| -------- | ----------- |
| 60er     | 65 ha       |
| 70er     | 400 ha      |
| 80er     | 750 ha      |
| 1997     | 1245 ha     |
| 2008     | 2050 ha     |
| 2014     | 1920 ha     |

Produktionsmenge (in Flaschen)
| Zeitraum | Flaschen     |
| -------- | ------------ |
| 1980/81  | ca. 1,0 Mio. |
| 1990     | ca. 2,0 Mio. |
| 2000     | ca. 3,5 Mio. |
| 2007     | 7,0 Mio.     |

Im Jahr 2017 wurden 69.247 hl Brunello di Montalcino produziert.
Dies würde 11,3 Millionen Flaschen entsprechen.